# Joule
Joule (pronunțat [jul] sau [ǧul], plural jouli; simbol J) este unitatea de măsură pentru energie în Sistemul Internațional, numită astfel în onoarea fizicianului James Prescott Joule (1818–1889). Acesta este autorul unor studii despre energie în care afirmă că și căldura este o formă de energie deși savanții de până la el credeau despre căldură că este un soi de fluid.
Un joule este egal cu lucrul mecanic efectuat de o forță de un newton care își deplasează punctul de aplicație pe o distanță de un metru pe direcția și în sensul forței.
Joule-ul a fost definit inițial ca unitate de măsură pentru lucrul mecanic și pentru energia mecanică, fiind însă utilizat în prezent pentru măsurarea tuturor formelor de transfer energetic și tuturor formelor de energie.
Este exprimat astfel:
{\displaystyle {\rm {J={}{\rm {{\frac {kg\cdot m^{2}}{s^{2}}}=N\cdot m={\rm {Pa\cdot m^{3}={}{\rm {W\cdot s}}}}}}}}}
Sistemul cgs fusese declarat oficial în 1881, la primul Congres Internațional de Electrice . ERG a fost adoptat ca unitate de energie în 1882. Wilhelm Siemens , în discursul său inaugural în calitate de președinte al Asociației Britanice pentru Progresul Stiintei (23 august 1882) a propus mai întâi Joule ca unitate de căldură , care urmează să fie derivate din electromagnetice unități Ampere și Ohm , în unități cgs echivalente cu10 7  erg . Denumirea unității în onoarea lui James Prescott Joule (1818–1889), la vremea aceea pensionar, dar încă în viață (63 de ani), se datorează lui Siemens:
„O astfel de unitate de căldură, dacă este considerată acceptabilă, s-ar putea numi cu o bună cuviință Joule, după omul care a făcut atât de mult pentru a dezvolta teoria dinamică a căldurii”.
La cel de-al doilea Congres Internațional de Electrice, la 31 august 1889, joulul a fost adoptat oficial alături de watt și cadran (ulterior redenumit Henry ).  Joule a murit în același an, la 11 octombrie 1889. La cel de-al patrulea congres (1893), au fost definite „Ampere internațional” și „Ohm internațional”, cu modificări ușoare în specificațiile pentru măsurarea lor, cu „internațional Joule "fiind unitatea derivată din acestea.
În 1935, Comisia Electrotehnică Internațională (ca organizație succesoare a Congresului Internațional de Electrice) a adoptat „ sistemul Giorgi ”, care, în virtutea asumării unei valori definite pentru constanta magnetică , a implicat și o redefinire a Joule-ului. Sistemul Giorgi a fost aprobat de Comitetul Internațional pentru Măsuri și Măsuri în 1946. Joulul nu mai era acum definit pe baza unității electromagnetice, ci în schimb ca unitatea de lucru efectuată de o unitate de forță (la acea vreme încă nu numită newton ) pe distanța de 1 metru. Joule-ul a fost conceput în mod explicit ca unitatea de energie care trebuie utilizată atât în contexte electromagnetice, cât și mecanice.  Ratificarea definiției la cea de-a noua Conferință generală privind greutățile și măsurile , din 1948, a adăugat specificația conform căreia joulul ar trebui, de asemenea, să fie preferat ca unitate de căldură în contextul calorimetriei , deprecând astfel oficial utilizarea calorii .  Această definiție a fost precursorul direct al joulului, așa cum a fost adoptat în sistemul internațional modern de unități în 1960.
Definiția joulului ca J = kg⋅m 2 ⋅s −2 a rămas neschimbată din 1946, dar joulul ca unitate derivată a moștenit modificări în definițiile celui de-al doilea (în 1960 și 1967), metrul (în 1983 ) și kilogramul ( în 2019 ).